# Carousel (Blink-182)
"Carousel" je pjesma američkog rock sastava Blink-182. Prva je pjesma na debitantskom studijskom albumu sastava, Cheshire Cat iz 1995. godine. Pjesma je nastala tijekom prve probe između gitarista Toma DeLongea i basista Marka Hoppusa.
Pjesma se svira na svakom koncertu od njena usavršavanja, što je bilo i prije same objave na albumu. "Carousel" je jedina pjesma koja nije objavljena kao singl, a nalazi se na kompilaciji sastava Greatest Hits.

## Pozadina
Nastanak pjesme "Carousel" krije se iza prve probe između gitarista Toma DeLongea i basista Marka Hoppusa u kolovozu 1992. godine. Duo se, u DeLongeovoj garaži, upoznao preko Hoppusove sestre, Anne. Duo je tada satima vježbao pjesme koje je DeLonge napisao (koje su se nalazile u njegovoj crvenoj knjižici) i Hoppusove kompozicije. Do kraja dana, duo je stvorio temelj za "Carousel"; Odmah sam znao da imamo isti glazbeni stil; on ga je samo utjelovljavao na drugom instrumentu," rekao je DeLonge. Pjesma je prvi put snimljena za treći demoalbum sastava, Buddha, koji je objavljen u siječnju 1994. godine na kazeti. Pjesma je ponovno snimljena, u nešto drugačijem aranžmanu, za debitantski studijski album sastava, Cheshire Cat, iz 1995. godine.
Pjesma se svira na svakom koncertu od njena usavršavanja te je jedan od favorita obožavatelja. "Osjetio sam ogromnu ljubav kad sam vidio kako su likovi reagirali [dok smo svirali pjesmu]," rekao je DeLonge Rolling Stone časopisu 2013. godine, nakon koncerta u Music Hall of Williamsburg u Brooklynu. "Zaintrigirao me njihov entuzijazam sinoć, pokušao sam shvatiti koja je pjesma još aktualna." Kada su ga pitali da li još uvijek osjeća povezanost s pjesmom, dva desetljeća nakon njena snimanja, odgovorio je: "To je voli-ne voli stvar. Meni je to filozofsko pitanje: Kako bi imali našu prvu pjesmu, ako to nije ona prva? Kako se ne bi osjećao povezanost? Uvijek žalim što nisam napisao bolji tekst, ali ipak je u to vrijeme bila dosta drugačija za pop punk. Bila je, pa jako brza."

## Kompozicija
Pjesma je skladana u D dur tonalitetu, s mjerom 4/4 i brzim tempom od 148 otkucaja u minuti. DeLongeov raspon glasnica kreće se od A4 do G5. Pjesma "počinje s umjereno brzim riffom i dobrom gitarom bez distrozije pa postaje ludo zadovoljavaćuje brza punk pjesma, u stilu dinamičkog NOFXa."

## Recenzije
Online časopis Consequence of Sound, uvrstio je pjesmu u top 10 pjesama sastava, na čak peto mjesto, uz komentar, "Pjesma je vrlo vjerojatno usavršila pop punk formulu '90-ih: za razliku od publike, četvero-akordni sećer i kofeinski bubnjarski udarci Scotta Raynora nikad nisu zastarjeli."

## Osoblje
Blink-182
- Mark Hoppus – bas-gitara, vokali
- Tom DeLonge – gitara, vokali
- Scott Raynor – bubnjevi